# Erik Rutan
Erik Rutan (10 giugno 1971) è un cantante, chitarrista e produttore discografico statunitense.

## Biografia
Ex di Morbid Angel e Ripping Corpse, attualmente è il frontman del gruppo brutal death metal Hate Eternal e chitarrista nei Cannibal Corpse. Oltre ad essere uno dei più famosi chitarristi death metal possiede anche uno studio di registrazione in Florida (i Mana Recording Studios) ed ha lavorato come produttore per i Cannibal Corpse con Kill e per i Goatwhore con A Haunting Curse.
Nell'estate del 2006 ha suonato di nuovo con i Morbid Angel per il tour estivo, nel 2007 ha prodotto gli album Malice dei Through the Eyes of the Dead e Icons of Evil dei Vital Remains. Presso il suo studio hanno anche registrato il loro ultimo album gli Agnostic Front (My Life, My Way) verso la fine del 2010. L'album è uscito nel 2011. Dal 2020 sostituisce Pat O'Brien alla chitarra per i Cannibal Corpse, con i quali ha registrato Violence Unimagined.

## Discografia
Con i Ripping Corpse 
- 1990 - Glorious Depravity (demo)
- 1991 - Dreaming with the Dead
- 1992 - Industry (EP)

 Con i Morbid Angel 
- 1995 - Domination
- 1996 - Entangled in Chaos (album dal vivo)
- 2000 - Gateways to Annihilation

 con gli Hate Eternal 
- 1999 - Conquering the Throne
- 2002 - King of All Kings
- 2005 - I, Monarch
- 2008 - Fury & Flames
- 2011 - Phoenix Amongst the Ashes
- 2015 - Infernus
- 2018 - Upon Desolate Sands

 Con i Cannibal Corpse 
- 2006 – Kill (cori nel brano "The Time to Kill Is Now")
- 2009 – Evisceration Plague (chitarra solista nel brano "Unnatural")
- 2017 – Red Before Black (chitarra solista nel brano "n the Midst of Ruin", cori nel brano "Only One Will Die")
- 2021 – Violence Unimagined
- 2023 – Chaos Horrific

 con gli Alas 
- 1996 - Engulfed in Grief (demo)
- 2001 - Absolute Purity

 Altri 
- 2002 - Internecine - The Book of Lambs (chitarra solista)
- 2006 - Cellador - Enter Deception (programmazione batteria)
- 2007 - Lizzy Borden - Appointment with Death (chitarra solista)

 Collaborazioni 
- 1993 - Ritual Torment - Gaffed (demo; voce nel brano "Subterranean Cryptic Cannibalism")
- 1998 - Ritual Carnage - The Highest Law (chitarra solista nei brani "Chaos and Mayhem" e "Damnator")
- 2002 - Pessimist - Slaughtering the Faithful (chitarra solista nel brano "Resurrected Torment")
- 2004 - In Battle - Welcome to the Battlefield (chitarra solista nel brano "Serpents")
- 2010 - Annotations of an Autopsy - 2: The Reign of Darkness (voce nel brano "Bone Crown")
- 2010 - Infernaeon - Genesis to Nemesis (voce nel brano "Legacy of Kane")
- 2010 - Misery Index - Heirs to Thievery (voce nel brano "The Illuminaught")
- 2012 - Goatwhore - Blood for the Master (chitarra solista nel brano "Embodiment of This Bitter Chaos")
- 2013 - Ephel Duath - Hemmed by Light, Shaped by Darkness (cori nel brano "Feathers Under My Skin")
- 2013 - Fueled by Fire - Trapped in Perdition (chitarra solista nel brano "Profane Path")
- 2015 - Krisiun - Forged in Fury (chitarra solista nel brano "Burning of the Heretic")
- 2016 - Warfather - The Grey Eminence (chitarra solista nel brano "Grey Eminence", voce nel brano "Judgement, the Hammer")
- 2016 - Hannes Grossmann - The Crypts of Sleep (chitarra solista nel brano "Beyond the Boundaries of Death")
- 2017 - Saratan - Dark Orient (EP; chitarra nel brano "Al-Hamada Al-Hamra")
- 2017 - Tombs - The Grand Annihilation (cori nel brano "Cold", tastiere nel brano "Temple of Mars")

 Come produttore 
- 2006 - Cannibal Corpse - Kill
- 2006 - Goathwore - A Haunting Curse
- 2007 - Vital Remains - Icons of Evil
- 2007 - Through the Eyes of the Dead - Malice
- 2009 - Cannibal Corpse - Evisceration Plague
- 2012 - Cannibal Corpse - Torture
- 2017 - Cannibal Corpse - Red Before Black